# Endromis asiae-orientis
Endromis asiae-orientis är en fjärilsart som beskrevs av Warnecke 1943. Endromis asiae-orientis ingår i släktet Endromis och familjen skäckspinnare. Inga underarter finns listade i Catalogue of Life.